# Juan N. Méndez
Juan Nepomuceno Méndez Sánchez, (Real de Minas de Santa María Tetela de Xonotla, Puebla, 2 de julio de 1824 - Ciudad de México, 29 de noviembre de 1894) fue un militar y político mexicano de ideología liberal, considerado como «El Alma» o «El Padre» de «Los 3 Juanes de Sierra Norte de Puebla». Fue presidente de México con carácter de interino entre 1876 y 1877.

## Primeros años
Fue el segundo hijo del matrimonio formado por el prolífico comerciante y capitán insurgente José Mariano Méndez y la señora María de Jesús Sánchez. Entre 1830 y 1832 ingresa a la Escuela de Primeras Letras bajo la dirección del maestro José María Vargas, posteriormente su padre lo envía en compañía de su hermano mayor Leocadio Guadalupe Méndez Sánchez al Colegio Carolino de la Ciudad de Puebla, donde luego de dos años de arduo estudio regresan a su población natal, el joven Leocadio Guadalupe manifestó a su padre la intención de no continuar con sus estudios y ayudarlo en los trabajos comerciales, por lo que don José Mariano decidió interrumpir los estudios superiores de ambos.
El joven Juan Nepomuceno se dedicó a trabajar también al lado de su padre, aprendiendo a fabricar licores, velas y jabón, además de llevar la contabilidad de su establecimiento comercial, contando con 16 años de edad cuando aprendió el oficio de afinar oro y plata, además de elaborar piezas artesanales de platería, las cuales vendía don José Mariano en la Ciudad de México.
Hacia principios de 1843 llegó a encargarse de la Parroquia de Santa María Tetela el presbítero Miguel Castruera, originario de Huamantla, Tlaxcala, entre sus acompañantes llegó la joven María Trinidad González Castrueza quien contaba con 15 años de edad, colmada de grandes virtudes el joven Juan Nepomuceno solicitó su mano y contrajo matrimonio con ella el día 31 de agosto de 1843. Desgraciadamente, ella falleció en noviembre de 1868 y él permaneció viudo el resto de su vida, razón por la cual fue uno de los pocos presidentes solteros de la historia de México.
Este matrimonio no fue del agrado de su padre, por lo que tuvo que trabajar arduamente por su propia cuenta para sostener a su recién formada familia, desempeñándose notablemente en el oficio de platero. Por el uso de sustancias tóxicas, el joven Juan Nepomuceno enfermó gravemente hasta perder temporalmente la vista. Gracias a la intervención de sus amigos, don José Mariano tendió la mano a su hijo Juan Nepomuceno, cediéndole un pequeño capital el cual trabajó inteligentemente, logrando establecer otra próspera casa comercial, además de comercializar con plata y vainilla.
Inicia su carrera administrativa en 1845, como testigo de asistencia en el Juzgado de Paz. Para el 29 de abril de 1845, funge como comisionado de vigilancia de la Compañía lancasteriana en México de la población de Tetela del Oro.

## Carrera militar y política
El 13 de mayo de 1846 el Congreso Norteamericano declara la guerra contra México, el gobierno nacional prepara la defensa de la Patria, por lo que el 25 de marzo de 1847, el Ministerio de Gobernación ordena al Gobernador y Comandante Militar del Estado de Puebla el reclutamiento de 2000 infantes, para que salgan inmediatamente a la ciudad de Xalapa, Veracruz. El 18 de abril de 1847 se libra la Batalla de Cerro Gordo, participando la milicia del Partido de Tetela del Oro, encontrándose presentes los tetelenses Juan N. Méndez y Pilar Rivera, entre otros.
Después de participar activamente en la Intervención estadounidense en México, en 1849 es electo alcalde segundo del Partido de Tetela del Oro y en 1852 es nuevamente electo, ahora como alcalde primero. El 15 de diciembre de 1854 el Gobierno del Estado de Puebla lo nombra teniente coronel de Infantería de la Guardia Nacional, organizando la Guardia Nacional del Partido de Tetela del Oro.
En enero de 1855 fue nombrado subprefecto político y comandante militar del Partido de Tetela del Oro (uno de los tres que hubo en ese año). Lamentablemente por órdenes de Antonio López de Santa Anna es destituido de su cargo, por lo que en noviembre de ese año los ayuntamientos del Partido de Tetela del Oro envían una comisión al gobierno del estado, conformada por los señores Pilar Rivera, Juan Crisóstomo Bonilla y Nazario Bonilla con el fin de restituirlo en su cargo, recibiendo el diciembre su nuevo nombramiento, ejerciendo hasta el año siguiente. El 17 de diciembre de 1855 asiste con el carácter de Comandante en Jefe de la Guardia Nacional del Partido de Tetela del Oro a la defensa de la Ciudad de Puebla, asediada por el General Antonio de Haro y Tamariz.
El 7 de febrero de 1857 fallece su esposa. Por lo que el teniente coronel Méndez se aleja de la vida pública en una profunda tristeza, logrando sobreponerse sobre la base de los anhelos de libertad de su pueblo. El 15 de junio de 1857 se instala el primer Congreso Constitucional del Estado Libre y Soberano de Puebla, luego de las elecciones el teniente coronel Juan N. Méndez resulta elegido diputado por los distritos de Teziutlán y Tetela del Oro, con cabecera en Teziutlán.
El 1.º de septiembre de 1857 el general de brigada Miguel Cástulo Alatriste, Gobernador y Comandante Militar del Estado de Puebla lo nombra Coronel de Infantería de la Guardia Nacional. El 7 de abril de 1858 el general Miguel Cástulo Alatriste lo nombra tesorero general del Estado de Puebla.
El 21 y 22 de julio de 1858 el coronel Juan N. Méndez con el Batallón Guardia Nacional de Puebla y en combinación con el Batallón Guardia Nacional de Teziutlán y la compañía de Tlapacoyan, obtienen el importante triunfo en el punto conocido como Las Filipinas, derrotando a los conservadores al mando del Coronel Manuel Fuertes en número de 610 hombres de las tres armas (infantería, caballería y artillería)
El 25 de agosto de 1858 el general Miguel Cástulo Alatriste lo nombra prefecto político y comandante militar del departamento de Zacatlán. El 16 de septiembre de 1858 la fuerza liberal al mando del coronel Juan N. Méndez derrota a los conservadores de Tulancingo y Chignahuapan en el poblado de Ayotla cerca de Zacatlán.
El 20 de noviembre de 1858 luego de un combate iniciado a las tres de la madrugada derrotó a los conservadores al mando del Coronel Amador en San Pablo Apetatitlán, Tlaxcala, dejando muchos muertos y heridos, además de obtener tres cañones, una gran cantidad de fusiles, municiones y muchos otros “pertrechos” de guerra. El 4 y 7 de febrero se dan dos intentos de tomar la plaza de Zacapoaxtla, fracasando, finalmente el 15 de febrero de 1859 el coronel Juan N. Méndez al frente de 335 milicianos de los milicianos del Batallón de Tetela del Oro, Zacatlán y de las compañías de Xochiapulco e Ixtacamaxtitlán ocupan la plaza de Zacapoaxtla, defendida por el teniente coronel conservador Agustín Roldán al frente del Batallón Guardia Móvil de Zacapoaxtla.
El 21 de febrero de 1859 el general Miguel Cástulo Alatriste lo nombra comandante militar de la prefectura de Zacapoaxtla, posteriormente se separa y deja el mando de la prefectura al coronel Ramón Márquez Galindo. El 5 de julio de 1859 Juan N. Méndez al frente de 440 milicianos de las Guardia Nacionales de Zacatlán, Tetela del Oro y Ahuacatlán, derrotan a la fuerza conservadora del general Carlos Oronoz en número de 1000 hombres, luego de una reñida Batalla de Tlatempa, Zacatlán.
En julio de 1859, el Ministro de Guerra y Marina Melchor Ocampo lo comisiona para formar tres batallones de Guardia Nacional en la Prefectura de Zacatlán (uno por cada Partido) El 30 de julio de 1859 el coronel Méndez remite el estado de su fuerza, el Batallón Guardia Nacional de Tetela del Oro se compone de 460 elementos de infantería al mando del teniente coronel Pilar Rivera, la fuerza de Zacatlán de 300 elementos de infantería además de 50 de caballería se encuentra al mando del coronel Ramón Márquez Galindo y el Batallón de Huauchinango de 250 elementos de infantería al mando del coronel Rafael Cravioto, el jefe de estas fuerzas es el coronel Juan N. Méndez.
El 2 de noviembre de 1859 el presidente Benito Juárez lo nombra comandante militar del Estado de Puebla. El 13 de enero de 1860 Juan N. Méndez al frente de los batallones de Guardia Nacional de Tetela del Oro y Zacatlán se pone a disposición del Ministerio de Gobernación en el Puerto de Veracruz, participando en la defensa del mismo durante el sitio impuesto por el general conservador Miguel Miramón del 3 al 21 de marzo de ese año.
El 12 de marzo de 1861 denuncia junto a José María Castañeda de Xochitlán y Luis y Pedro Besies un "rebosadero" que parece ser de azufre en el cerro de La Junta, en terrenos de la municipalidad de Jonotla, al otro lado del río Apulco. El 12 de octubre de 1861 el gobernador civil Francisco Ibarra Ramos lo nombra secretario de Estado y del despacho de Gobernación y Milicia del Estado de Puebla. El 8 de diciembre de 1861 fue nombrado Comandante en Jefe del 6.º Batallón Guardia Nacional del Estado de Puebla.
A mediados de abril de 1862 el General Ignacio Zaragoza lo comisiona para recorrer los Distritos de la Sierra Norte e incorporar el mayor número de milicianos y recursos para los que se encontraban en campaña, pertenecientes al Cuerpo de Ejército de Oriente. El 4 de mayo de 1862 por la madrugada regresa de su comisión, se incorpora a su batallón con 60 hombres (30 provenientes del distrito de Zacapoaxtla y 30 de la municipalidad de Xochiapulco) ese mismo día reorganiza a su batallón, dividiéndolo en 6 compañías, 4 de la Villa de Tetela de Ocampo(1a, 2a, 3a y 4a) una de Zacapoaxtla, la 5a compañía "Única" de la Guardia Nacional del distrito de Zacapoaxtla(26 elementos) y una de Xochiapulco, la 6a compañía "Única" de la Guardia Nacional de la municipalidad de Xochiapulco" (26 elementos)
El 5 de mayo de 1862 participa en la Batalla de Puebla, como comandante en jefe del 6.º Batallón Guardia Nacional del Estado de Puebla defendiendo la línea comprendida entre los cerros de Loreto y Guadalupe, siendo el primer cuerpo de guerra del Ejército de Oriente en hacer frente al enemigo y el primero en rechazar su ataque, durante el segundo asalto es retirado personalmente del campo de batalla por el general Miguel Negrete, ya que se encontraba herido de gravedad y seguía luchando. El 21 de diciembre de 1862 José Daniel Posadas a nombre de Juan N. Méndez denuncia ante la jefatura política y comandancia militar del distrito de Tetela de Ocampo el Rancho de Calapa, perteneciente a la Cofradía de Nuestro Padre Jesús, con un valor de $ 180.00 y la casa conocida como “Doña Juana Martina” perteneciente a la Cofradía del Misterio, con un valor de $ 140.00
El 26 de diciembre de 1862 solicita y le es concedida licencia para separarse del servicio de las armas, reincorporándose a las filas republicanas el 3 de enero de 1863. El general Jesús González Ortega, general en jefe del cuerpo de Ejército de Oriente lo nombra jefe del Fuerte de Loreto, no obstante en abril es necesario conducirlo al hospital en la Ciudad de Puebla, debido a que la herida que recibiese durante la batalla del 5 de mayo, se había vuelto a abrir y amenazaba su existencia.
El 18 de mayo de 1863 fue nombrado Comandante en Jefe del 6.º Batallón Guardia Nacional “Cazadores de las Montañas de Tetela de Ocampo”. El 27 de julio de 1863 el General de División Miguel Negrete, Gobernador y Comandante Militar de los Estados de Puebla y Tlaxcala le entrega su nombramiento de General de Brigada del Ejército Republicano. Entre finales de 1864 y principios de 1865 el General de Brigada Fernando María Ortega, gobernador y comandante militar del Estado de Puebla, lo nombra general en jefe de la línea política y militar de Tetela de Ocampo y Xochiapulco.
El 19 de febrero las tropas traidoras y austríacas organizan una ofensiva general en contra de las principales posiciones republicanas defendidas por el 6.º Batallón Guardia Nacional “Cazadores de las Montañas de Tetela de Ocampo” una columna de 800 hombres ataca la Villa de Tetela de Ocampo, la cual no puede ser defendida por el escaso número de fuerzas, ya que se encontraban repartidas en guarniciones republicanas en diferentes puntos de la línea de Tetela de Ocampo y Xochiapulco, el General Méndez organiza la resistencia (con 100 hombres) ese mismo día se libran combates en San Esteban Cuautempan, Cuapancingo y Tonalapa, donde muere el Capitán Francisco Rivera (hermano del Coronel Pilar Rivera) además de caer prisionero el Capitán Ramón Gómez, Jefe de la Artillería de Tetela, el General Ortega huye con rumbo a Xochiapulco, partiendo el 21 de febrero hacia Ixtepec, con destino a Ahuacatlán.
El 23 de abril de 1865 el Visitador Imperial Francisco Villanueva, solicita una entrevista con los principales jefes de la línea de la Sierra Norte de Puebla, resultando la firma de un armisticio a partir del 3 de mayo de 1865, el cual los mismos jefes de la línea concluirán abruptamente como consecuencia del fervor más acertado de patriotismo el 6 de junio de 1865.
El general conde Franz von Thun und Hohenstein, comandante general de la 2a División Territorial y Militar del Imperio Mexicano y general en jefe del Cuerpo Imperial Mexicano de Voluntarios Austro Belgas, decide emprender un ataque masivo para destruir de una vez por todas a los republicanos, la última plaza se que conservaba en poder de los republicanos era la Villa de Tetela de Ocampo, la cual es duramente atacada por más de 8000 elementos, entre austríacos y traidores, dividiendo su columna de ataque en cuatro columnas menores, defendiendo la plaza el 6.º Batallón Guardia Nacional “Cazadores de las Montañas de Tetela de Ocampo”, así como 200 hombres del barrio de Cuahuíctic al mando del coronel Dionisio Leal.
Ese mismo día es atacado el 2.º Batallón Guardia Nacional de Xochiapulco al mando del general Juan Francisco Lucas y de los coroneles Juan Crisóstomo Bonilla y Luis Antonio Díaz, por una columna de 3000 hombres traidores de Zacapoaxtla, Tlatlauquitepec, San Juan de los Llanos, entre cuyas fuerzas se encontraban las del indio Cenobio Cantero, siendo desalojados los republicanos de la Cumbre de Apulco y posteriormente de Huahuaxtla, ese mismo día son atacadas las fuerzas del general Ortega en Ahuacatlán, siendo repelido el ataque. Por la tarde llegan los hombres de Xochiapulco a Tetela de Ocampo, en la noche hay reunión de jefes, decidiendo formar dos columnas, la primera irían con el general Méndez a unirse a las fuerzas del General Ortega y continuar hasta la tierra caliente, uniéndose al general Vicente Lara, bajo las órdenes del general Lázaro Muñoz y la otra permanecería en la Sierra haciendo la guerra de guerrillas al enemigo.
El 3 de noviembre, nuevamente el visitador imperial Francisco Villanueva, invita a Juan N. Méndez a que se acoja a la amnistía brindada por el gobierno imperial, recibiendo respuesta negativa. El 11 de noviembre de 1865 fue nombrado comandante en jefe de las fuerzas republicanas del Cantón de Papantla, Estado de Veracruz. El 29 de noviembre Juan N. Méndez derrota completamente a una columna enemiga compuesta de 500 austríacos y “traidores” de Zacapoaxtla en el punto conocido como El Paso de los Naranjos.
El 12 de enero de 1866, luego de una victoria parcial, las fuerzas republicanas que operan en el norte del Estado de Veracruz derrotan a los austríacos y traidores en el poblado de Agua Dulce. El 15 de enero de 1866 las fuerzas republicanas capitulan definitivamente ante el enemigo, en ese acuerdo paz, también se incluyen a las fuerzas que operan en la Sierra Norte de Puebla bajo el mando de los generales Juan Francisco Lucas y Juan Crisóstomo Bonilla.
El 17 de enero de 1866 obtuvo licencia para viajar al extranjero en virtud de la capitulación de las fuerzas republicanas del Estado de Puebla, sin embargo permaneció al lado de su familia en la Villa de Tetela de Ocampo. El 26 de agosto de 1866 el general de división Porfirio Díaz lo nombra jefe político y comandante militar de los distritos de la línea de la Sierra Norte de Puebla. El 1.º de noviembre de 1866 el general de división Porfirio Díaz lo nombra general en jefe de las fuerzas republicanas del Estado de Puebla e inspector general de las del Estado de Tlaxcala.
Participa en los primeros días del sitio de la Ciudad de Puebla y en los primeros días del sitio de la Ciudad de Querétaro. El 16 de abril de 1867 el general de división Porfirio Díaz lo nombra gobernador civil y comandante militar del Estado de Puebla.
El 27 de junio de 1867 el general de división Porfirio Díaz, general en jefe del ejército y línea política y militar de Oriente le ratifica su nombramiento de general de brigada del Ejército Republicano. El 19 de septiembre de 1867 el presidente Benito Juárez revoca su nombramiento de gobernador civil y comandante militar del Estado de Puebla, sustituyéndolo por el periodista Rafael J. García.
El 19 de enero de 1868 se verifica la elección para gobernador, el 15 de febrero se conocen los resultados y al día siguiente los diputados presentan su inconformidad ante el Ayuntamiento de Tetela de Ocampo, por el descarado fraude electoral cometido contra su persona. El 21 de noviembre de 1870 se acoge a la amnistía decretada por el Congreso de la Unión, pese a no haber participado én la insurrección anterior de la Sierra Norte. El 22 de diciembre de 1871 el general Porfirio Díaz lo nombra jefe de operaciones militares del Estado de Puebla e incorpora al Estado de Tlaxcala dentro la línea de operaciones de su mando.
El 8 de diciembre de 1872 el general de división Porfirio Díaz lo nombra general de división del Ejército Nacional. El 16 de noviembre de 1876 participa en la Batalla de Tecoac, Estado de Tlaxcala, al frente del Ejército de Oriente, derrotando a las fuerzas lerdistas al mando del general Ignacio R. Alatorre, triunfando la Revolución de Tuxtepec acaudillada por el general Porfirio Díaz.

## Presidencia interina
El 6 de diciembre de 1876 el general de división Porfirio Díaz, general en jefe del Ejército Regenerador de la República Mexicana lo nombra presidente interino de los Estados Unidos Mexicanos, en virtud de lo estipulado en el artículo 6o del Plan de Tuxtepec reformado en Palo Blanco, Tamaulipas. Durante su administración, el general Méndez reorganizó el Ejército Nacional y la Guardia Nacional; abolió la leva, la pena de muerte civil y los castigos corporales; otorgó una efectiva libertad de culto, y decretó la obligatoriedad de la educación primaria, todo bajo un estricto programa liberal fundamentado en la Constitución de 1857, en las Leyes de Reforma y en lo estipulado en el Plan de Tuxtepec.

## Post-presidencia

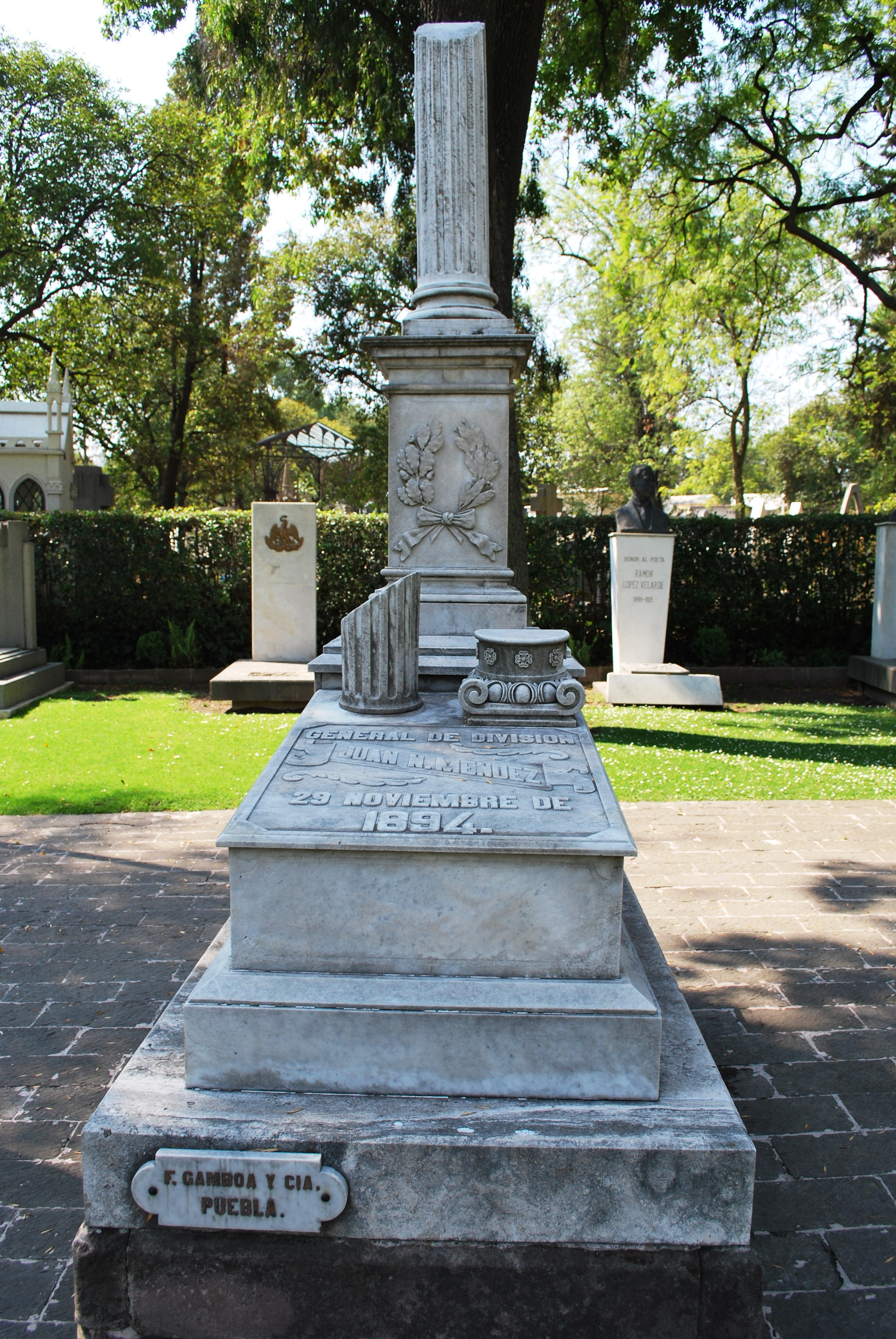
Sepulcro de Juan Nepomuceno Méndez en la Rotonda de las Personas Ilustres.

El 20 de marzo de 1877 el general de división Porfirio Díaz, presidente constitucional de los Estados Unidos Mexicano lo nombró general de división efectivo del Ejército Nacional Mexicano. El 20 de mayo de 1877 la Legislatura del H. Congreso Constitucional del Estado Libre y Soberano de Yucatán lo declaró ciudadano del Estado de Yucatán. El 8 de julio de 1877 es electo Senador al Congreso de la Unión por el Estado de Puebla. El 24 de agosto de 1877 la Legislatura del H. Congreso Constitucional del Estado Libre y Soberano de México lo declaró ciudadano del Estado de México. El 4 de julio de 1878 el IV Congreso Constitucional del Estado Libre y Soberano de Puebla lo declaró benemérito del Estado de Puebla.
El 10 de diciembre de 1879 el general de brigada Juan Crisóstomo Bonilla, gobernador constitucional del Estado Libre y Soberano de Puebla, lo nombra gobernador interino de la entidad. El 1.º de octubre de 1880, es electo gobernador constitucional del Estado Libre y Soberano de Puebla. En 1884 fue nombrado presidente de la Suprema Corte de Justicia Militar hasta su muerte.
Un hecho francamente reconocido era su notable juicio e indulgencia, al nunca autorizar un fusilamiento sin antes realizar un justo juicio, agotando todas las posibilidades legales existentes para evitar dicha pena capital. Fallece el 29 de noviembre de 1894 en la Ciudad de México.

## Homenajes
Sus restos mortales son depositados en la Rotonda de las Personas Ilustres. El 8 de diciembre de 1894 hubo una velada de duelo en la Villa de Tetela de Ocampo, con motivo de su fallecimiento. En 1895 se erige el municipio de Juan N. Méndez en honor del distinguido prócer liberal del Estado de Puebla. En municipio de Zapotitlán, perteneciente al distrito de Tetela de Ocampo se erige como municipio de Zapotitlán de Méndez. El gobierno del Estado de Puebla otorga una pensión a las hijas del ameritado general de división Juan Nepomuceno Méndez. Durante la Revolución mexicana se formó el Batallón Mixto “Juan N. Méndez” incorporado a la Brigada Serrana del Ejército Constitucionalista de la Sierra Norte del Estado de Puebla.
En 1961 se inscribe su nombre con letras de oro en el salón de sesiones del H. Congreso Constitucional del Estado Libre y Soberano de Puebla. El 5 de mayo de 1962 es inaugurado en el zócalo de la Villa de Tetela de Ocampo un monumento en honor a Los 3 Juanes de la Sierra Norte de Puebla, asistiendo al evento muchos de los descendientes de los héroes integrantes del glorioso 6.º Batallón Guardia Nacional del Estado de Puebla participantes en la gesta heroica de la Ciudad de Puebla. En 1980 se erige una estatua en la Unidad Cívico Cultura "5 de mayo de 1862" en los Fuertes de Loreto y Guadalupe en la ciudad de Puebla de Zaragoza.